# Aeródromo de Valle de Bravo
El Aeródromo de Valle de Bravo (Código ICAO:MX69- Código DGAC: ACJ), también conocido como Aeroclub Valle de Bravo es un pequeño aeródromo perteneciente a una asociación civil ubicado a 6 kilómetros al sureste de Valle de Bravo, Estado de México, México.

## Información
En el aeródromo opera la compañía filial de Designia, una filial de Tecnam. El aeródromo cuenta con una pista de aterrizaje asfaltada pero sin iluminar con orientación 12/30 de 790 metros de largo y 12 metros de ancho, no tiene plataforma de aviación pero si cuenta con varios hangares.

## Accidentes e incidentes
- El 16 de octubre de 2022 una aeronave ICP Ventura 4 con matrícula XB-PYK perteneciente al Club Denominadores XACJ que realizaba un vuelo turístico local desde el Aeródromo de Valle de Bravo, se precipitó a tierra durante el vuelo, estrellándose en las cercanías del campo de aviación, matando a uno de los ocupantes y dejando lesionados a los otros tres.[3][4]